# Choral-Synagoge (Drohobytsch)

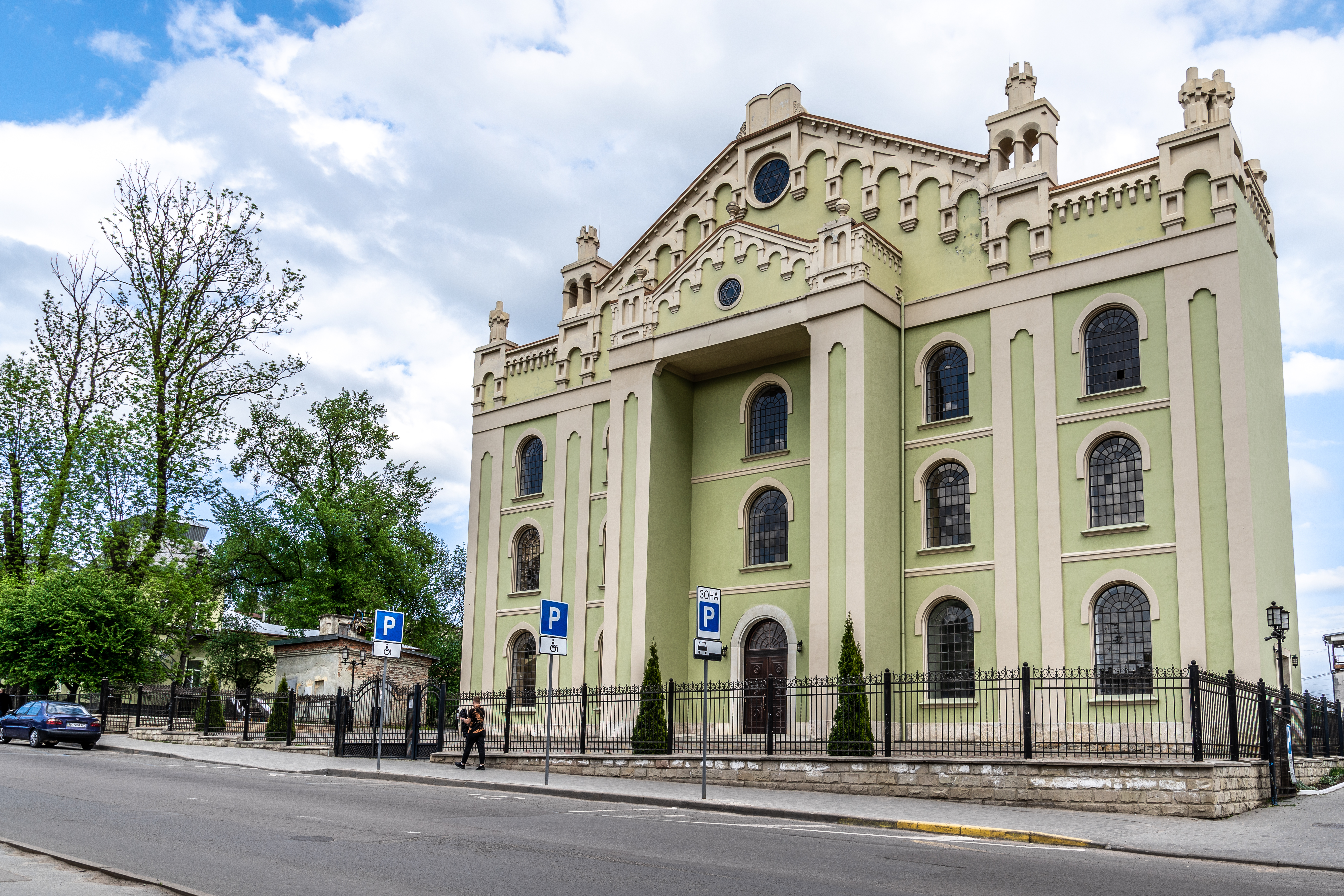
Nach der Renovierung im Jahr 2021

Die Choral-Synagoge in Drohobytsch, einer ukrainischen Stadt in der Oblast Lwiw, ist das eindrucksvollste jüdische Bauwerk der Stadt.

## Geschichte

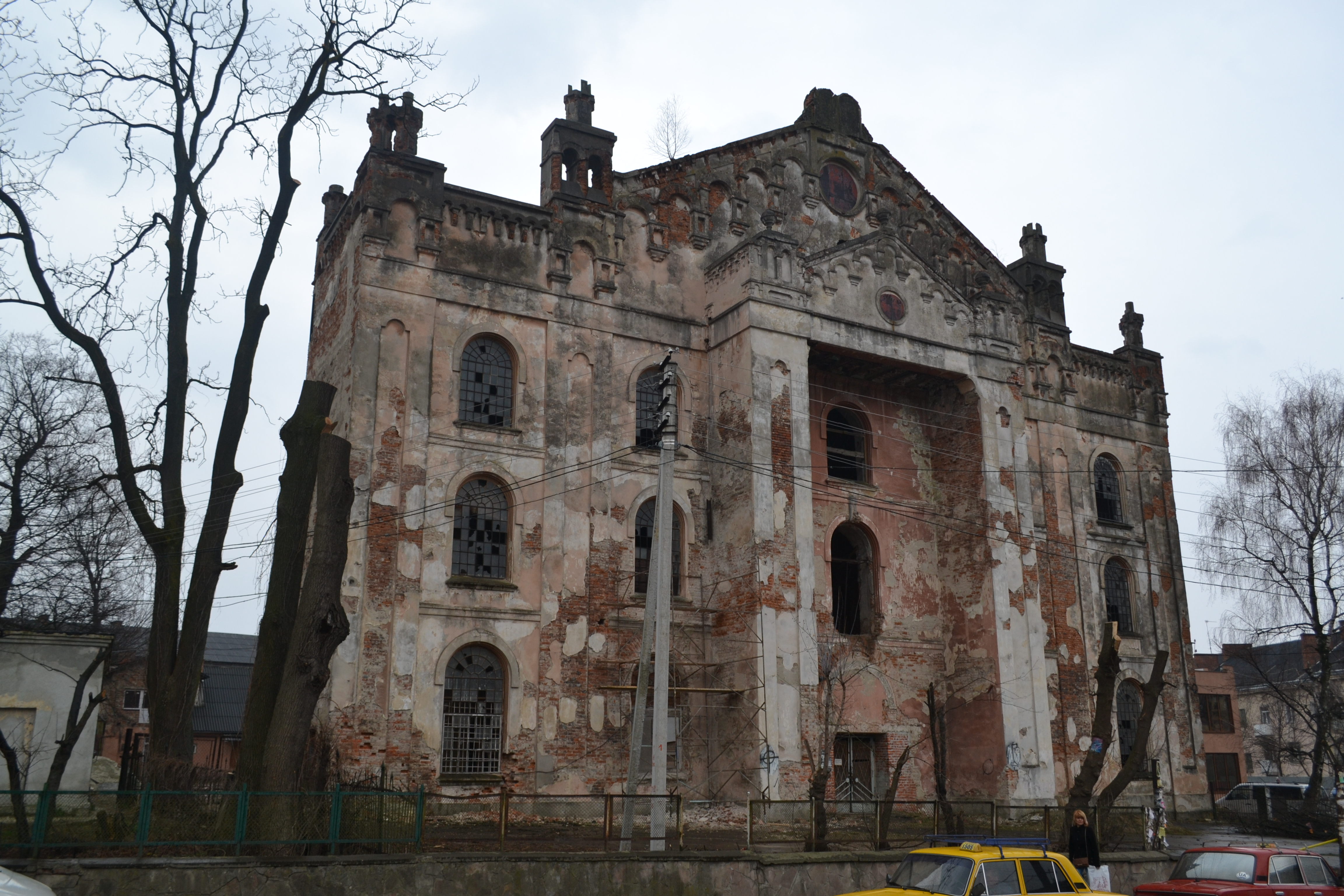
Choral-Synagoge in Drohobytsch (2014)

Die Synagoge wurde von 1842 bis 1865 errichtet. Bis 1918 war sie die Zentralsynagoge für das Kronland Galizien. Nach dem Zweiten Weltkrieg, als die Ukraine zur Sowjetunion gehörte, wurde sie zunächst als Lagergebäude für Möbel genutzt und entsprechend umgebaut. Später verfiel sie immer mehr. 1993 wurde sie an die jüdische Gemeinde zurückgegeben und ab 2014 restauriert.

## Architektur
Die Frontseite mit dem Eingang hat einen reich verzierten Giebel mit kleinen Türmchen, der von den Gesetzestafeln abgeschlossen wird. Rechts und links sind zwei große rechteckige Türme, die der Frontseite ein breiteres Aussehen geben. Der direkte Eingangsbereich hat zusätzlich zwei große rechteckige Säulen (Pilaster) und ist ebenfalls mit einem etwas tiefer liegenden Giebel abgeschlossen. Über der Eingangstür sind in zwei Etagen Fenster eingebaut; rechts und links davon befinden sich drei Etagen mit je zwei Fenstern. An den Seitenwänden befinden sich je drei Fenster über die ganze Höhe des Gebäudes. An der Rückseite sind es zwei hohe Fenster, das mittlere Dritte ist bis aus ein Rundfenster in gleicher Höhe wie die Rundbögen verschlossen. Hier befand sich im Inneren der Toraschrein.
In den zwei Türmen der Frontseite sind die Treppen zu zwei Gebetsräumen der Frauen, die sich oberhalb des Eingangs befanden.
Im Inneren gibt es vier Säulen, zwischen denen die Bimah stand und die die Decke stützen. Dadurch erinnert die Struktur im Inneren an die Architektur der im frühen 17. Jahrhundert gebauten Neun-Felder-Synagogen (oder auch Vier-Pfeiler-Synagoge) wie der Großen Maharscha-Synagoge in Ostroh und der Großen Vorstadt-Synagoge in Lemberg.